# Indigofera hybrida
Indigofera hybrida är en ärtväxtart som beskrevs av Nicholas Edward Brown. Indigofera hybrida ingår i släktet indigosläktet, och familjen ärtväxter. Inga underarter finns listade i Catalogue of Life.